# Чхондогьо
Чхондогьо (кор. 천도교, 天道敎), Чхондоїзм — національний релігійний рух Кореї, що виник у XX столітті як наступник руху Тонхак XIX століття. З корейської мови перекладається як Небесний шлях.
Увібрав в себе елементи буддизму, конфуціанства, християнства та даосизму, згодом виникло безліч різних сект і релігійних течій на основі чхондогьо. Число прихильників в Південній Кореї на початку XXI століття — 1,13 мільйона чоловік [1].

## Історія
Чхондогьо виникла з руху Тонхак часів династії Чосон. Основні принципи Тонхак були сформульовані Чхве Че У у 1860-х роках.
У 1905 році корейські націоналісти створили головні положення Чхондоїзму, базуючись на засадах Тонхак. Нова релігія швидко знайшла прихильників в корейському суспільстві. Король Коджон надавав посильну підтримку новому руху.
Японський колоніальний уряд всіляко перешкоджав розвитку Тонхак, вбачаючи в ньому загрозу підняття національної самосвідомості корейців. 1 грудня 1905 Сон Пьонхі вирішив модернізувати релігію, зробивши її легітимною в очах японців. В результаті назва Тонхак було змінено на Чхондоізм.

## Основні концепції
Бога в Чхондогьо звуть Ханнинім. Це давнє корейське божественне створення.
Основний принцип чхондогьо — єдність Бога і Людини. На відміну від більшості західних релігій, Чхондоізм не визнає існування трансцендентної божественної істоти, існуючої окремо від людини. За поглядами послідовників чхондогьо, Бог присутній в душі кожної людини, проте людина не рівна Богові. Зважаючи на це, не варто сподіватися на небесний рай, треба намагатися побудувати його на Землі і всередині себе шляхом внутрішнього примирення і духовного самовдосконалення. У цьому відношенні чхондогьо близька гуманістичного соціалізму.